# Hugo Mujica
Hugo Mujica (Avellaneda, Buenos Aires en 1942) es un sacerdote, escritor, ensayista y poeta argentino.

## Vida
Hugo Mujica nació en Avellaneda en 1942. Sus raíces son española vasca y, más atrás, sefaradita, por parte de padre e italiano del sur, Sicilia, por parte de madre. Hijo de una familia proletaria sindicalista por parte de padre, de raíces anarquista. Debido a un accidente su padre queda ciego cuando Hugo era aún niño y, por necesidad de la familia, Hugo comenzó a trabajar de obrero a los 13 años en una fábrica de vidrio -Cristalux- hasta 1961 cuando partió- con la visa de turista, 37 dólares, sin saber inglés y desertando del servicio militar obligatorio que debía cumplir, hacia los Estados Unidos como inicio de una de las características que sigue vertebrando su vida: la de viajero. En aun viaje de regreso a visitar a su familia es detenido y pasa un par de meses preso por desertor, lo que él cuenta que fue una de sus experiencias comunitarias más ricas de convivencia.
Antes de su partida estudió Bellas Artes a la par de la escuela secundaria nocturna. En esos años, década de los 50, recién comenzaba a funcionar la enseñanza secundaria nocturna, para cursar había que ser mayor, a Mujica, por ser "sostén de familia" -nomenclatura legal- le fue autorizado estudiar de noche por lo cual era el único menor, 13 años, en medio de un colegio de adultos que buscaban completar sus estudios, su mundo, por el trabajo y los estudios, lo sumergió tempranamente en el mundo adulto, casi sin transición.
Al poco tiempo de llegar a los Estados Unidos se estableció en Greenwich Village, Nueva York, donde vivió durante la mítica década de los años 60, pasó por todos los trabajos típicos del emigrante recién aterrizado y pronto se vinculó con los jóvenes artistas plásticos norteamericanos. Comenzó a estudiar sistemáticamente filosofía en la Free University of New York, y continuó estudiando pintura en la School of Visual Arts, llegando a tener una exposición de su obra en una galería del Village. Participó en el movimiento de la psicodelia, trabajando directamente con Timothy Leary y Ralph Metzner, en experimentos relacionados con el LSD, y otras drogas alucinógenas, y su vinculación con el proceso creativo. A finales de los 60′ "la pintura me dejó", dijo en un reportaje. Comienza una nueva búsqueda: los Hare Krishna, sus vecinos del Lower East Side, fue su primera atracción hacia una posibilidad espiritual. Por entonces, en un paupérrimo local de la 2da. Avenida, el Prabhupada Swami Bhaktivedanta difundía esa recién llegada corriente del hinduismo. En ese tiempo conoció a Allen Ginsberg quien lo introdujo al gurú Swami Satchidananda -quien recorría parte del mundo invitado por William Burroughs. Con el Swami , y un puñado de otros discípulos,  vivió un tiempo en una granja en las afueras de New York recibiendo formación como yogui.
Fue en un viaje que realizó con Satchidananda que conoció la vida monástica de la orden Trapense, donde, una semana después de asistir al Festival de Woodstock , -"mi despedida del mundo", dijo riéndose en un reportaje”-, volvió al monasterio -Saint Joseph Abbey, entonces con Thomas Keating como abad- y se quedó viviendo como monje bajo voto de silencio - sumando la experiencia monacal- durante siete años. Regresa a la Argentina, Azul, al monasterio de la misma orden Trapense, y allí, después de un par de años, en ese mundo silencioso, donde, dice que aprendió a escuchar, comienza a escribir poesía, o, lo cito: "allí nacía a la poesía", lo que desde en entonces no dejará de hacer, siendo el género que considera manantial y raíz de su obra -de los ensayos y cuentos-. Luego, y para ponerse a la escucha de André Louf, el abad de Mont des Cats,  viaja a Francia, a otro monasterio y allí dejará la orden. Viaja a Monte Athos, en Grecia, para palpar existencialmente el camino de la tradición hesicasta que en esos tiempos era su camino. Viaja una vez más por Europa y regresa a la Argentina ya para establecerse. Pasa un año de soledad en un campo de General Alvear, en la provincia de Buenos Aires, allí escribe su biografía y luego la tira, cuenta que lo que necesitaba era contarse a sí mismo lo vivido hasta entonces, “ponerme al día y hacer con tantas experiencias una narración, un saberme a medida que me iba diciendo”. donde sigue estudiando filosofía , antropología filosófica y teología.  Después de cursar el seminario es ordenado sacerdote, en esos años estudia Después de unos pocos años de atender una  parroquia en Buenos Aires deja esa ocupación y se dedica por entero a la escritura así como a dictar seminarios en el extranjero, y participar en numerosos festivales poéticos del mundo. En 2006 retoma la práctica intensa del yoga. Además de la escritura, "mi lugar en el mundo", escribe un opera -Nuit aveugle-, y otros estos tomados por músicos, incursiona en la televisión y la radio, en revistas y diarios, actúa en teatro y en performance, entre ellas "Cuídese mucho", de Sophie Calle en el entonces CCK... Y no deja de escribir y viajar.

## La opinión de sus colegas
El gran escritor argentino Ernesto Sabato, en su libro "Cuentos que me apasionaron", ha dedicado las siguientes líneas a Hugo Mujica. En ellas resume la biografía de Hugo hasta el año 1999, y le augura un gran futuro:
"Hugo Mujica nació en Buenos Aires en 1942. Su niñez se vio oscurecida por el trágico accidente que le costó la vista a su padre; este hecho llevó a la familia a difíciles situaciones económicas lo que, si por un lado, significó desprotección, por otro, ejerció en él una temprana libertad: ya es su adolescencia las situaciones de riesgo le fueron comunes. Trabajando de día y estudiando de noche, termina el Bachillerato y comienza sus estudos en Bellas Artes. A los 19 años se va a los Estados Unidos sin saber inglés, y sin un peso, para abrirse a otras posibilidades. La búsqueda del sentido de la vida le era entonces ya imprescindible.
Allí hará de todo; con el tiempo llegará a trabajar de fotógrafo y podrá seguir sus estudios en bellas Artes, y pintar.
Eran los años sesenta en New York; como para tantos de nosotros, el existencialismo francés lo había deslumbrado. Perteneció a aquella juventud que encontró en Cuba una alternativa a una sociedad injusta,competitiva y de consumo, que vivió con horror Vietnam y que probó todo en busca de una manera de vivir que pudiera cambiar el materialismo que lo asfixiaba. Frecuentó grupos anarquistas y hippies, y se inició en la droga. En medio de una grave depresión abandonó la pintura y por largos meses no hizo más que ver encender y apagarse las luces de la ciudad desde atrás de una ventana.
Finalmente lo único que salva al hombre es el espíritu: Hugo fue rescatado por el grupo Hare Krishna y se interesó en el Zen. Poco después entró en el Monasterio Trapense, donde fue monje con voto de silencio durante siete años; hoy es sacerdote. Hugo Mujica es un gran poeta escritor o yo no tengo intuición de lo que es la literatura. El tiempo lo dirá a todos" (Santos Lugares, mayo de 1999).
Sabato, Ernesto, "Cuentos que me apasionaron", 1º edición, Seix Barral, Buenos Aires, 2011, pag 239.

## Obra Literaria

### Poesía
- 1983 Brasa blanca. Ed. Sitio del Silencio, Argentin
- 1984 Sonata de violoncelo y lilas. Ed. Sitio del Silencio, Argentina.
- 1986 Responsoriales. Ed. El Imaginero, Argentina.
- 1987 Escrito en un reflejo. Ed. El Imaginero, Argentina.
- 1992 Paraíso vacío. Ed. Troquel-Estaciones, Argentina.
- 1995 Para albergar una ausencia. Ed. Pre-textos, España.
- 1999 Noche abierta. Ed. Pre-textos, España.
- 2001 Sed adentro. Ed. Pre-textos, España.
- 2004 Casi en silencio. Ed. Pre-textos, España.
- 2011 Y siempre después el viento. Ed. Visor, España.
- 2013 Cuando todo calla. (XIII Premio Casa de América de Poesía Americana). Ed. Visor,  España.
- 2016 Barro desnudo. Ed. Visor, España.
- 2019 A las estrellas lo inmenso. Ed. Visor, España.
- 2022 En un río todas las lluvias. Ed. Visor, España.

### Ensayos
- 1985 Camino del nombre. Ed. Patria Grande, Argentina.
- 1987 Origen y destino. De la memoria del poeta presocrático a la esperanza del poeta en la obra de Heidegger. Ed. Carlos Lohlé, Argentina.
- 1989 Camino de la palabra. Ed. Paulinas, Argentina.
- 1991 Kyrie eleison. Ed. Troquel-Estaciones, Argentina.
- 1992 Kénosis. Ed. Troquel-Estaciones, Argentina.
- 1996 La Palabra inicial. La mitología del poeta en la obra de Heidegger. Ed. Trotta, España.
- 1997 Flecha en la niebla. Identidad, palabra y hendidura. Ed.Trotta, España.
- 2002 Poéticas del vacío. Orfeo, Juan de la Cruz, Paul Celan, la utopía, el sueño y la poesía. Ed. Trotta, España.
- 2007 Lo naciente. Pensando el acto creador. Ed. Pre-textos, España.
- 2008 La Casa, y otros ensayos. Vaso Roto Ediciones, México.
- 2009 La Pasión según Georg Trakl. Poesía y expiación. Ed. Trotta, España.
- 2014 El saber del no saberse. Desierto, Cábala, el no-ser y la creación. Ed. Trotta, España.
- 2016 Dioniso. Eros creador y mística pagana. Ed. El hilo de Ariadna, Argentina.
- 2018 La carne y el mármol. Francis Bacon y el arte griego. Vaso Roto Ediciones, México-España.
- 2021 Señas hacia lo abierto. Los estados de ánimo en la obra de Heidegger. Ed. El hilo de Ariadna, Argentina.

### Cuentos
- 1990 Solemne y mesurado. Ed. Losada, Argentina.
- 2008 Bajo toda la lluvia del mundo. Ed. Seix Barral, Argentina.

### Reediciones
- 2005 Poesía completa -1983-2004-. Ed. Seix Barral, Argentina.
- 2008 Kyrie Eleison. Ed. Guadalquivir, Argentina.
- 2009 Kénosis. Ed. Marea, Argentina.
- 2010 La palabra inicial. La mitología del poeta en la obra de Heidegger. Ed. Biblos, Argentina.
- 2013 Del crear y lo creado. 1: Poesía completa 1983-2011. Vaso Roto Ediciones, España-México.
- 2014 Del crear y lo creado. 2: Ensayos. Vaso Roto Ediciones, España-México.
- 2014 Del crear y lo creado. 3: Ensayos, Narrativa. Vaso Roto Ediciones, España-México.
- 2015 La palabra inicial. La mitología del poeta en la obra de Heidegger. Ed. UV de la Universidad de Valparaíso, Chile.
- 2016 La palabra inicial. La mitología del poeta en la obra de Heidegger. Ed. Sílaba, Colombia.
- 2019 La palabra inicial. La mitología del poeta en la obra de Heidegger. Ed. El hilo de Ariadna, Argentina.
- 2023 Más hondo. Antología poética 1983-2023. Vaso Roto Ediciones, España-México.
- 2023 Señas hacia lo abierto. Los estados de ánimo en la obra de Heidegger. Vaso Roto Ediciones, España-México.

### Antologías
- 2009 Más hondo. Vaso Roto Ediciones, México. (Antología poética).
- 2010 Fragmentos de la creación. Ediciones Monte Carmelo, México. (Antología de ensayos).
- 2011 Cada hoja que cae. Ediciones Lar, Chile. (Antología poética).
- 2013 Lo que vive y tiembla. Ed. Universidad Javeriana, Colombia. (Antología poética).
- 2013 Mirando caer las lluvias. Ed. Monte Avila, Venezuela. (Antología poética).
- 2013 Desde cada otro. Ed. Germinal, Costa Rica (Antología poética).
- 2013 Otros bordes, otras luces. Ed. HUM, Uruguay. (Antología poética).
- 2014 Entre el aliento y la palabra. Ed. Último Round, Ecuador. (Antología poética).
- 2014 A esta hora de la vida. Ed. Sílaba, Colombia. (Antología poética).
- 2015 En el hueco de la mano. Ed. 3600, Bolivia. (Antología poética).
- 2016 Bajo un cielo despejado. El ángel. Editor, Ecuador. (Antología poética).
- 2017 Al alba los pájaros. Ed. El hilo de Ariadna, Argentina. (Antología poética).
- 2017 Llueve por vez primera. Ed. La Chifurnia, El Salvador. (Antología poética).
- 2018 Donde la lejanía es adentro. Ed. Summa, Perú. (Antología poética).
- 2019 En este asombro, en este llueve. Ed. El escarabajo. Colombia. (Antología poética).
- 2020 En la calma más serena. Ed. bi/Coa. USA. (Antología poética).
- 2020 Lluvias. Ed. Universidad Externado de Colombia. (Antología poética).
- 2025  A cada bosque sus hojas al viento. Nueva York Poetry Press. USA. (Antología poética).
- 2025 Umbral de la palabra. Descontexto Editores. Chile. (Antología poética).

### Traducciones
- 2000 Notte aperta.  Antonio Pellicani Editore, Italia. (Poesía).
- 2008 What the embrace embraces. Coimbra Editions, USA. (Antología poética).
- 2008 Poesie scelte. Raffaelli Editore, Italia. (Antología poética).
- 2008 Pesmi. Ed. Kud, Eslovenia. (Antología poética).
- 2011 Poesía. Ed. Próxima-RP, Bulgaria. (Antología poética).
- 2013 E sempre dopo il vento. Raffaelli Editore, Italia. (Poesía).
- 2014 Vent dans le vent. Ed. Al Manar, Francia. (Antología poética).
- 2015 Poiemata. Ed. Thraca, Grecia (Antología poética).
- 2015 Margens. Ed. Cosmorama, Portugal. (Antología poética).
- 2015 Fiorul a celor ce se-nclina. Ed. Zip, Rumania. (Antología poética).
- 2015 Paradise Empty. Poems 1983-2013. Arc Publications, Inglaterra. (Antología poética).
- 2016 Cuando tutto tace. Raffaelli Editore, Italia. (Poesía)
- 2016 Badmama doveret hadmama. Keshev Publishing House. Israel. (Antología poética).
- 2017 Antologia poetica 1883-2016. Ed. LietoColle, Italia. (Antología poética).
- 2017 Nalex pe ri´q´ij. Ed. POE, Guatemala. (Antología poética. En Maya Kaqchikel).
- 2017 Ntzaj txe kya'j. Ed. POE, Guatemala. (Antología poética. En Maya Mam).
- 2018 Ett paradis, toma. Ed. Aura Latina, Suecia. (Antología poética).
- 2018 Ksaqirisan ri q'ij. Ed. POE, Guatemala. (Antología poética. En Maya Kiche)
- 2018 Jomer eyrom. Keshev Publishing House, Israel. (Antología poética).
- 2019 Fango nudo. Ed. LietoColle, Italia. (Poesía).
- 2020 Od vsega dezja seta. Ed. Lud Literatura, Eslovenia. (Cuentos).
- 2022 Stare depul. Ed. Koladalli Nakshatra, India. (Antología poética).
- 2022 Boue à nu. Éd. Phloème, Francia. (Poesía).
- 2022 Tudo o que arde morre iluminando. Ed. Officium Lectionis, Portugal. (Antología poética).
- 2022 Zvezdam neizmernost. Ed. Eslovenia. (Poesía).
- 2024 E tutto nomina. Poesia scelte (1983-2023). Interno Poesia Ed. Italia. (Poesia).
- 2024 En un fleuve toutes les pluis. Éd. Phloème, Francia. (Poesía).
- 2025 Alle stelle l'immenso. Ed. Sette Citta, Italia. (Poesía)

### Textos para obras musicales y otras artes
- 2024 Lieders sobre textos de Hugo Mujica, para 2 sopranos, barítono y piano. José María Sánchez-Verdú. España.
- 2021 La palabra inicial. Electric guitars and acoustic piano. Emiliano Cruz. México.
- 2019. Una fe sin esperanza. Conferencia performática, con intervención sonora de Sebastián Szyd. Centro Cultural Recoleta. Argentina.
- 2019. Una red de miradas. Drama lírico sobre textos de Hugo Mujica para ensamble vocal, narrador y 3 músicos. Fernando Strasnoy. Argentina. (Beca Fondo Nacional de las Artes).
- 2018 Sagrado bosque de monstruos. S. Loza e I. Garland. Obra teatral. Texto y actuación. Teatro Nacional Cervantes, Argentina.
- 2018. Un alba, para flauta, narrador, contralto, tenor y bajo. Fernando Strasnoy. Argentina.
- 2015. Cuídese mucho. Sophie Calle. Performance. Texto y actuación. CCK, Argentina.
- 2014. Sombra de una iconographîe. Daniel Hugo Sprintz. Fundación Caja de Badajoz. España.
- 2013. Nuit aveugle. Opéra de chambre. Santiago Diez Fisher. Francia.
- 2011. Nadie. Voz y electrónica . Daniel Hugo Sprintz. Promúsica. España.
- 2000. Noches adentro. 3 canciones para voz y piano. Daniel Hugo Sprintz. España.
- 1996. Azoth, Para recitante, coro, 9 músicos y electroacústica. Daniel Hugo Sprintz. España.
- 1996. Vision du ‘Paradis vide'. Daniel Hugo Sprintz, Francia.
- 1993. Alejandro Kuropatwa fotografías, Hugo Mujica poemas. Galería Ruth Benzacar. Argentina.
- 1993. Paraíso vacío. 6 Paisajes musicales sobre poemas de Hugo Mujica. Pedro Aznar. Argentina.
- 1993. Concertino. Fabián Panisello. España.
- 1992. Poemas de Hugo Mujica. Para soprano, contralto, tenor y trios de cuerdas. Fabian Panisello. España.